# پرتوشاخچگان
پرتوشاخچگان (نام علمی: Actinoceratidae) نام یک تیره از زیررده ملوانک‌واران است.